# Moka (district)
Pour les articles homonymes, voir Moka.
À Maurice, Moka est un district qui se trouve dans la partie centrale de l'île principale et qui comprend différentes localités comme Moka (chef-lieu), Saint-Pierre, Nouvelle-Découverte, ou Dagotière. La région est faiblement montagneuse.

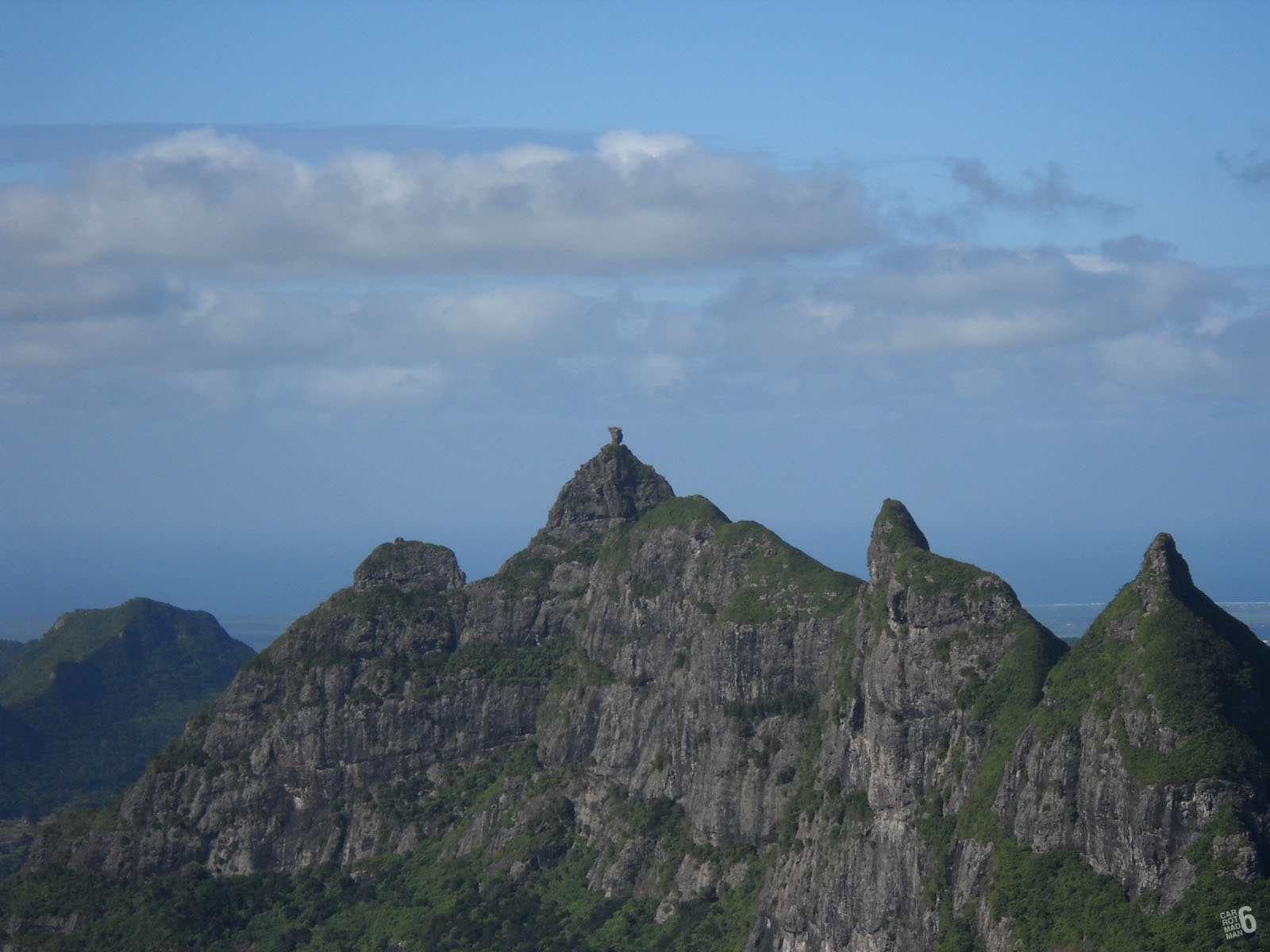
Pieter Both de la chaîne de montagnes Moka